# Ewald Dahlskog
Ewald Dahlskog (1894 – 1950) è stata una designer svedese.

## Formazione
Gli studi di Dahlskog si sono svolti tra il 1905 e il 1917, alla Tipografia centrale, l'Istituto reale di Tecnologia e l'Istituto reale universitario di Belle Arti e approfonditi con viaggi di studio in Francia, Italia e Tunisia.

## Attività
A Parigi, tra il '24 e il '26, ha svolto l'attività di pittore, illustratore e giornalista.
Ritornando in Svezia divenne designer presso la vetreria Kosta. Dal 1929 lavorò alla progettazione di ceramiche per Bobergs Fajansfabrik.

## Contributo e opere
I suoi primi progetti alla Kosta furono influenzati dall'Art Déco.
I pannelli intarsiati, decorati con pastori e soldati, realizzati per la Sala da concerto di Stoccolma ricevettero numerosi riconoscimenti.
I vasi in terracotta, realizzati per ‘'Bobergs Fajansfabrik'’, furono esposti all'Esposizione di Stoccolma del 1930, esemplari per l'influenza del Movimento moderno sul design scandinavo.